# Репресії проти кобзарів та бандуристів

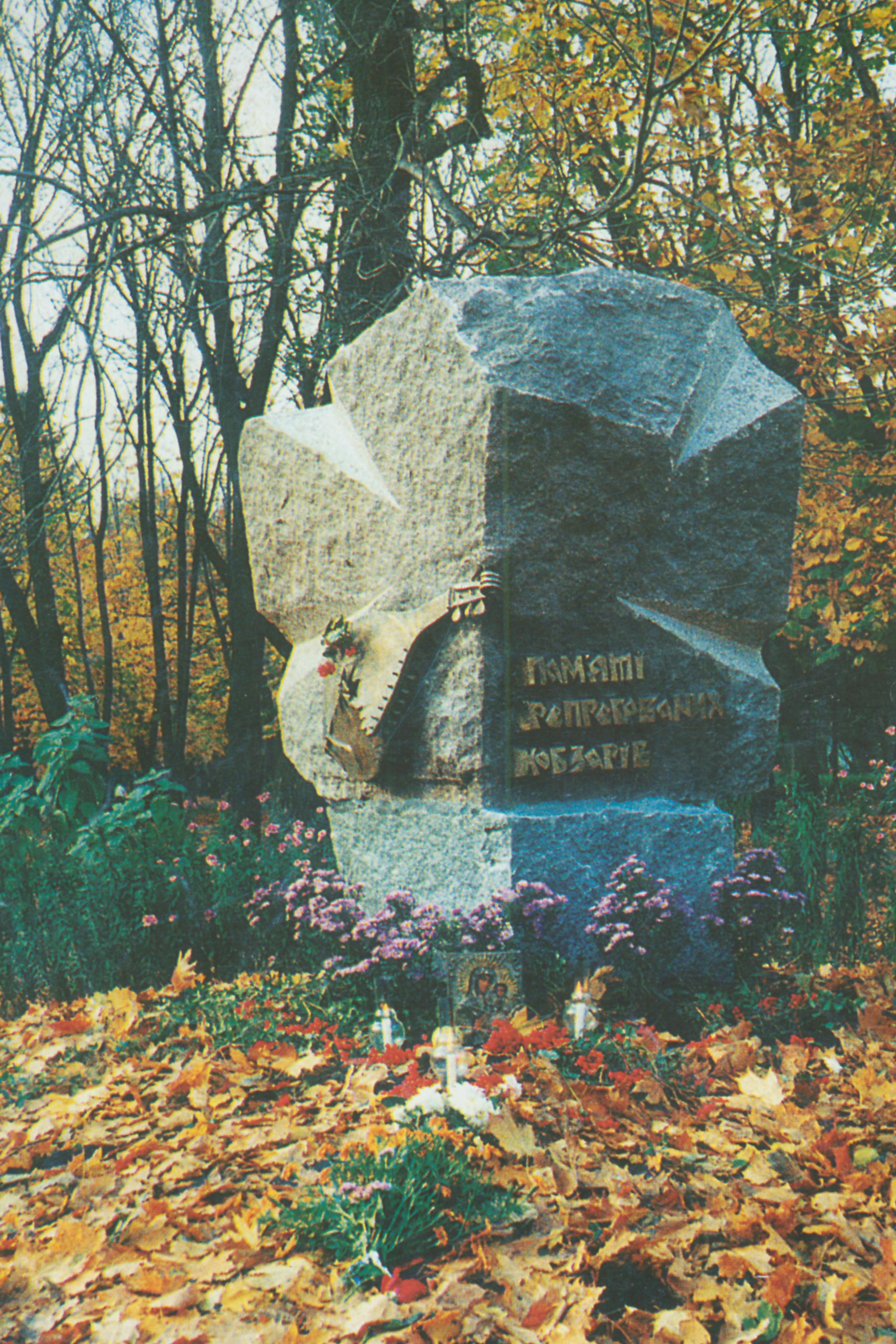
Пам'ятник знищеним кобзарям в Харкові

Репре́сії про́ти кобзарі́в та бандури́стів були різні. Ще за царського уряду з виходу Емського указу в 1876 р. заборонялося бандуристам виступати на сцені. Міліція нещадно била сліпих кобзарів які входили до великих міст.
Після приходу радянської влади чимало бандуристів постраждали як неблагонадійний елемент в українському суспільстві. Закони були змінені щоби контролювати розвиток кобзарства, яке вважалося режимом формою жебрацтва. Багато сліпих кобзарів стали жертвами голодомору. 
Наприкінці 30-х років чимало діячів в галузі кобзарського мистецтва також були розстріляні. Загальна кількість жертв радянського терору серед діячів кобзарського мистецтва за різними підрахунками сягала від 200 до 337 чоловік[джерело?].

## Кобзарі, які зазнали репресій
1. Демченко Микола,
2. Древченко Петро Семенович,
3. Пасюга Степан Артемович,
4. Кучугура-Кучеренко Іван Іович, 1937 р. Харків, Розстріл.
5. Парасочка Василь,
6. Христенко Макар Тимофійович

## Бандуристи, репресовані СРСР
1. Андрійчик Григорій,
2. Андрусенко Михайло,
3. Бабич Адріан,
4. Бажул Григорій Іванович,
5. Байда-Суховій Дмитро Михайлович,
6. Бартишевський Юрій,
7. Баштовий Давид Романович, 1883 р.н.,
8. Безпалий Гнат Іванович,
9. Безшасний Конон Петрович,
10. Безщасний Никін Петрович,
11. Бец-Харченко С.,
12. Борець Іван Олексійович,
13. Бриж Семен Федорович
14. Бут Іван,
15. Варрава Микита Савич,
16. Великівський А.,
17. Вереса Микола Онуфрійович,
18. Володарець Петро Ілліч, 1900 р.н.,
19. Гавриш Іван Степанович
20. Гаєцький Яків Семенович,
21. Галинський Іван,
22. Гамалія Олександер
23. Гасюк Олег,
24. Герасько Петро
25. Геращенко Олекса Петрович
26. Глушак Никифор Іванович,
27. Глушко Костянтин Леонтійович, 1892 р.н.,
28. Глушко Федір Іванович,
29. Гнилоквас Семен Павлович,
30. Гончаренко В.,
31. Горіх Михайло,
32. Губенко Михайло,
33. Гузій Петро Іванович,
34. Гура Петро Іванович,
35. Данилевський Борис Іванович,
36. Дарнопих Докія,
37. Дейнека Карпо,
38. Дергій О.,
39. Діброва Зот Андрійович,
40. Діброва Федір,
41. Дзюбено Олексій Терентійович,
42. Домонтович Михайло,
43. Дорошко Федір Васильович,
44. Дремцов Микола,
45. Дядюренко Трохим Андрійович, 1904 р.н.,
46. Єрмак П.,
47. Жарко Степан Сергійович,
48. Жарко Федір Аврамович,
49. Жеплинський Богдан,
50. Жеплинський Роман,
51. Заєць Микола Мартинович,
52. Запорожченко Іван Данилович,
53. Затенко,
54. Зелінський Іван,
55. Зіньченко А.,
56. Зінченко Ілларіон Омелянович, 1888 р.н.,
57. Кабачок Володимир,
58. Карпюк Михайло,
59. Кашуба Йосип Микитович,
60. Книш Г.,
61. Колесник Пантелеймон Григорович, 1896 р.н.,
62. Колодуб,
63. Кононенко Андрій Микитович,
64. Кононенко Пилип Петрович,
65. Конопліч Кіндрат,1900 р.н.,
66. Копан Георгій Якович,
67. Корецький А.,
68. Корнієвський Олександр Самійлович,
69. Коробка П.,
70. Котелевець Йосип,
71. Кочубей Маркур Пилипович,
72. Кравченко Данило С.,
73. Красняк Марко Дмитрович, 1898 р.н.,
74. Крохмаль Кирило Сергійович,
75. Крюжковенко,
76. Крутько Микола Порфирович, 1899 р.н.,
77. Кузменко,
78. Лаврик Тереза,
79. Лавриш Петро,
80. Лисий Степан,
81. Лисий Василь,
82. Листопад Володимир,
83. Литвиненко,
84. Лінський Костянтин Павлович,
85. Матюха Максим,
86. Миколенко З.,
87. Минзаренко Дем’ян,
88. Мироненко Микита Іванович, 1883 р.н,
89. Митяй Антін, ( Петюх Антін,)
90. Міняйленко Андрій,
91. Могильник Василь,
92. Могильняк Василь Семенович, 1895 р.н.,
93. Мота Андрій, 1941 р. Львів
94. Нирко Олексій Федорович,
95. Німченко Кузьма,
96. іков, Василь Павлович,
97. Олексієнко Петро,
98. Олешко Ілля,
99. Опришко Микола Васильович,
100. Осадько Василь,
101. Панасенко Йосип,
102. Панченко Федір,
103. Піка Данило,
104. Півень Юхим Олександрович,
105. Плохий Кіндрат,
106. Побігайло Олексій,
107. Попов Микола,
108. Потапенко Василь Васильович,
109. Приступа Михайло Лукич, 1894 р.н.,
110. Прудкий Никін,
111. Приступа Михайло,
112. Расторгуєв Сергій Андрійович, 1895 р.н.,
113. Рідкобородий Степан,
114. Розченко Пилип,
115. Руденко Данило,
116. Рябовол Микола Степанович,
117. Садовий Сергій Федорович, 1904 р.н.,
118. Садовський Геннадій,
119. Салата Д.,
120. Сарма-Соколовський Микола,
121. Симоненко Василь,
122. Синявський Олекса,
123. Сінґалевич Наталія,
124. Сіроштан Іван,
125. Скакун Андрій,
126. Скиба Іван,
127. Скидан Петро,
128. Скрипаль Н.,
129. Слідюк Андрій,
130. Смирний Григорій,1941 р. Львів. Розстріл.
131. Сніжний Йосип,
132. Сологуб Віктор Григорович,
133. Соломах Никифор,
134. Сотниченко Настя Сергіївна,
135. Сотниченко Свирид,
136. Строкун Тихін Григорович,
137. Табінський Михайло,
138. Тертичний К.,
139. Тесля Омелян Степанович, 1880 р.н.,
140. Токар Микола,
141. Токаревський Микола Дмитрович,
142. Троневський О.,
143. Ульченко Василь Іванович, 1874 р.н.,
144. Хомин Володимир, 1941 р. Львів. Розстріл.
145. Хоткевич Гнат Мартинович, 1938 р. Харків. Розстріл.
146. Худорявий П.,
147. Федько А.,
148. Чернігівець Тимофій,
149. Чумак І.,
150. Чумак Никифор Васильович,
151. Цебренко Григорій,
152. Цибулів Ісак,
153. Шеремет Іван,
154. Шевчук Г.,
155. Шуляк Микола Данилович,
156. Щербина Данило Никифорович,
157. Яценко Оврам Семенович

## Репресовані СРСР науковці, майстри, адміністратори та диригенти, пов'язані з бандуристами
1. Балацький Дмитро Євменович,
2. Богуславський Микола Олексійович,
3. Бородай Олександр Іванович
4. Паліївець Григорій,
5. Паплинський Антін

### Бандуристи, страчені гітлерівцями
1. Хайкин Аврам
2. Теліга Михайло